# University of East Anglia
Die Universität von East Anglia (University of East Anglia; UEA) ist eine Campus-Universität in Norwich in der Grafschaft Norfolk im Osten Englands. Sie wurde 1963 als Teil eines Programms zur Gründung neuer Universitäten von der britischen Regierung gegründet. Sie ist heute eine der erfolgreichsten dieser neu gegründeten Universitäten und wird seit längerer Zeit in der Liste der besten britischen Bildungsinstitutionen geführt.
Überregional bekannt ist die Universität dadurch, dass hier 1970 von den Schriftstellern Malcolm Bradbury und Angus Wilson der erste Studiengang für Kreatives Schreiben in Großbritannien mit offiziellem Studienabschluss eingeführt wurde.

## Geschichte

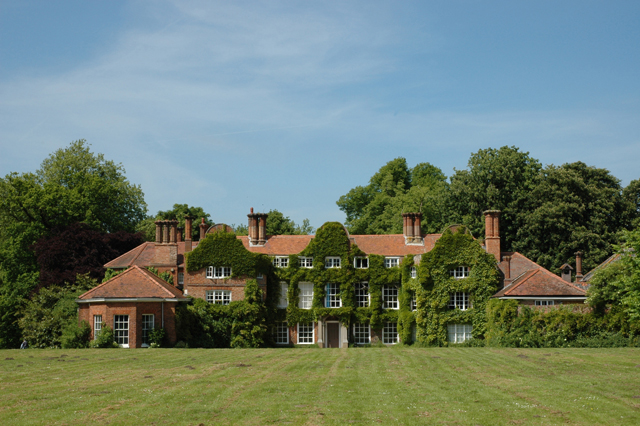
Earlham Hall

Die ersten Studenten wurden 1963 vorübergehend in Earlham Hall, etwa viereinhalb Kilometer westlich des Stadtzentrums, untergebracht, da zu dieser Zeit das Universitätsdorf, das noch bis in die frühen 1980er Jahre benutzt wurde, noch nicht fertiggestellt war. Der endgültige Campus, geplant von Sir Denys Lasdun, wurde auf dem nahegelegenen Golfplatz von Earlham errichtet. Die Gebäude bestehen hauptsächlich aus Beton.
Mitte der 1970er Jahre wurde eine ehemalige Kiesgrube im Süden des Universitätsgeländes aufgegeben und mit Wasser gefüllt, so dass ein neuer See entstand. Um die gleiche Zeit konnten mit einer großzügigen Spende des Sport England Lottery Fund neue Sportgebäude und ein Theater gebaut werden. 2001 wurde der Sportspark eröffnet, eine der modernsten Sportstätten Englands.

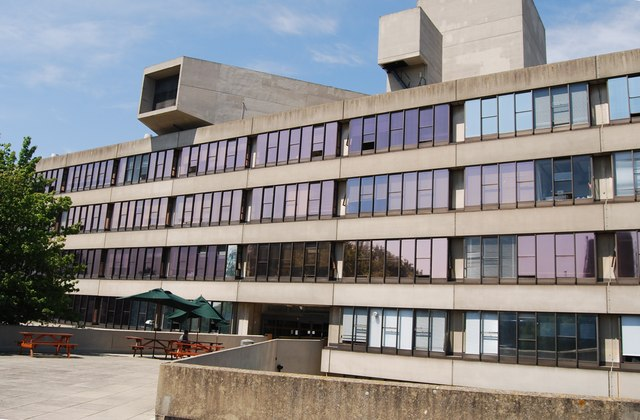
The Teaching Wall

Das Universitätsgelände bietet einige architektonisch sehr interessante Gebäude. So hat beispielsweise der Hauptunterrichtstrakt die Form eines langgestreckten Gebäuderiegels, The Teaching Wall, der mehrfach abgeknickt etwa in Ost-West-Richtung verläuft. Die ältesten Wohngebäude wurden in der Form von Zikkurats errichtet. Der ursprüngliche Plan war gewesen, alle Wohngebäude in dieser Form zu bauen, was aber aufgrund von finanziellen Einschnitten in den frühen 1970er Jahren aufgegeben werden musste. Stattdessen wurden die wenig ansprechenden Gebäude der Waveney Terrace errichtet.
Weitere bemerkenswerte Plätze auf dem Universitätsgelände ist beispielsweise The Square, ein zentraler Platz der von Betontreppen umlaufen wird. Außerdem gibt es einige Bars und Pubs sowie Banken und ein Buchgeschäft. Die UEA hatte und hat einen guten Ruf in Hinsicht auf die gelehrten Kurse. Die mit der Klimaforschung beschäftigten Studenten waren einige der ersten, die sich mit dem Phänomen der globalen Erwärmung auseinandersetzten.
Neben der unabhängigen Studentenzeitung Concrete gibt es eine blühende Landschaft von anderen studentischen Zeitschriften und Medien. Seit 1989 gibt es einen eigenen Radiosender für die Universität, außerdem ist der 1968 ins Leben gerufene Universitätsfernsehsender Nexus UTV der älteste noch laufende studentische Fernsehsender des Landes.
Im Jahr 2003 hatte die Universität insgesamt 9000 sogenannte undergraduate students und 4000 Studenten, welche bereits graduiert waren. Etwa 1000 Studenten stammen von außerhalb der Europäischen Union.
Allgemeines Medieninteresse erregte der Hackerzwischenfall am Klimaforschungszentrum der University of East Anglia.

## Zahlen zu den Studierenden
Von den 18.035 Studenten des Studienjahrens 2019/2020 nannten sich 10.665 weiblich (59,1 %) und 7.335 männlich (40,7 %). 14.315 Studierende kamen aus England, 50 aus Schottland, 85 aus Wales, 70 aus Nordirland, 780 aus der EU und 2.715 aus dem Nicht-EU-Ausland. 13.410 der Studierenden (74,4 %) strebten 2019/2020 ihren ersten Studienabschluss an, sie waren also undergraduates. 4.625 (25,6 %) arbeiteten auf einen weiteren Abschluss hin, sie waren postgraduates. Davon arbeiteten 1.105 in der Forschung.
Von den 17.925 Studierenden 2018/2019 (2007: 19.400) waren 10.680 weiblich. 13.215 studierten vor dem ersten Abschluss und 4.710 waren Postgraduierte.

## Persönlichkeiten
(Auswahl)
- Tupou VI. (* 1959), König von Tonga
- José Abel, Politiker
- Franklin Allen (* 1956), britischer Ökonom
- David Almond (* 1951), Schriftsteller
- Valerie Amos, Baroness Amos (* 1954), britische Politikerin
- Anna von Bayern (* 1978), deutsche Journalistin
- Manuel de Araújo (* 1970), Politiker in Mosambik
- Tash Aw (* 1971), Schriftsteller
- Gunaadschawyn Batdschargal (* 1966), mongolischer Diplomat
- Martyn Bedford (* 1959), Journalist und Schriftsteller
- Steve Blame (* 1959), Fernsehmoderator und Redakteur
- Tim Bowler (* 1953), britischer Schriftsteller
- John Boyne (* 1971), Schriftsteller (Der Junge im gestreiften Pyjama)
- Douglas Carswell (* 1971), Politiker
- Gurinder Chadha (* 1960), Filmregisseurin (Kick It Like Beckham)
- Tracy Chevalier (* 1962), US-amerikanische Schriftstellerin
- Tony Colman (* 1943), Politiker
- Jack Davenport (* 1973), britischer Schauspieler
- Andreas Dorschel (* 1962), deutscher Philosoph
- Jessica Draskau-Petersson (* 1977), dänische Sportlerin
- Anne Enright (* 1962), irische Schriftstellerin
- Judith Farnworth (* 1966), Diplomatin
- Susan Fletcher (* 1979), Schriftstellerin
- Caroline Flint (* 1961), Politiker
- James Frain (* 1968), britischer Schauspieler
- Sir Robert Fulton (* 1948), Gouverneur Gibraltars
- Gerald Gazdar (* 1950), Linguist
- Dame Sarah Gilbert (* 1962), Impfstoffforscherin und Professorin
- Sir Carlyle Glean (1932–2021), grenadischer Politiker
- Helon Habila (* 1967), Schriftsteller, Dichter und Dozent für Literatur
- Mohammed Hanif (* 1965), pakistanischer Schriftsteller und Journalist
- Charlie Higson (* 1958), britischer Komödiant
- Sir Michael Houghton (* 1949), Mikrobiologe, Nobelpreis für Medizin (2020)
- W. John Hutchins (1939–2021), Sprachwissenschaftler
- Michael Hüther (* 1962), deutscher Ökonom
- Sir Kazuo Ishiguro (* 1954), britisch-japanischer Schriftsteller, Nobelpreis für Literatur (2017)
- Ousman Jammeh (* 1953), gambischer Politiker
- Donald Kaberuka (* 1951), ruandischer Politiker
- Murat Karayalçın (* 1943), türkischer Politiker
- Panos Karnezis (* 1967), griechischstämmiger Schriftsteller
- Deirdre Madden (* 1960), irische Schriftstellerin
- Tito Mboweni (1959–2024), südafrikanischer Politiker
- Ian McEwan (* 1948), britischer Schriftsteller
- Andrew Miller (* 1960), britischer Schriftsteller
- Jeff Minter (* 1962), Videospielentwickler
- Esther Mujawayo (* 1958), Soziologin, Traumatherapeutin, Autorin aus Ruanda
- Amir Muhammad (* 1972), malaysischer Journalist und Filmemacher
- Paul Murray (* 1975), irischer Schriftsteller
- Paul Nurse (* 1949), britischer Biochemiker, Nobelpreis für Medizin (2001)
- Teima Onorio (* 1963), Vizepräsidentin von Kiribati
- Natasha Pulley (* 1988), britische Schriftstellerin
- Ben Rice (* 1972), Schriftsteller
- John Rhys-Davies (* 1944), britischer Schauspieler
- Benjamin D. Santer (* 1955), US-amerikanischer Klimaforscher
- Simon Scarrow (* 1962), britischer Schriftsteller
- Rosalind Scott, Baroness Scott of Needham Market (* 1955), Politiker
- Hans Joachim Schellnhuber (* 1950), deutscher Klimaforscher
- W. G. Sebald (1944–2001), deutscher Schriftsteller
- Julian Siegel (* 1966), Jazzmusiker
- Össur Skarphéðinsson (* 1953), isländischer Politiker
- Matt Smith (* 1982), Schauspieler
- Paul Stewart (* 1955), Schriftsteller
- Thomas Galbraith, 2. Baron Strathclyde (* 1960), Politiker
- Rose Tremain (* 1943), britische Schriftstellerin
- Martin Tyler (* 1945), Fußballkommentator
- Binyavanga Wainaina (1971–2019), Schriftsteller

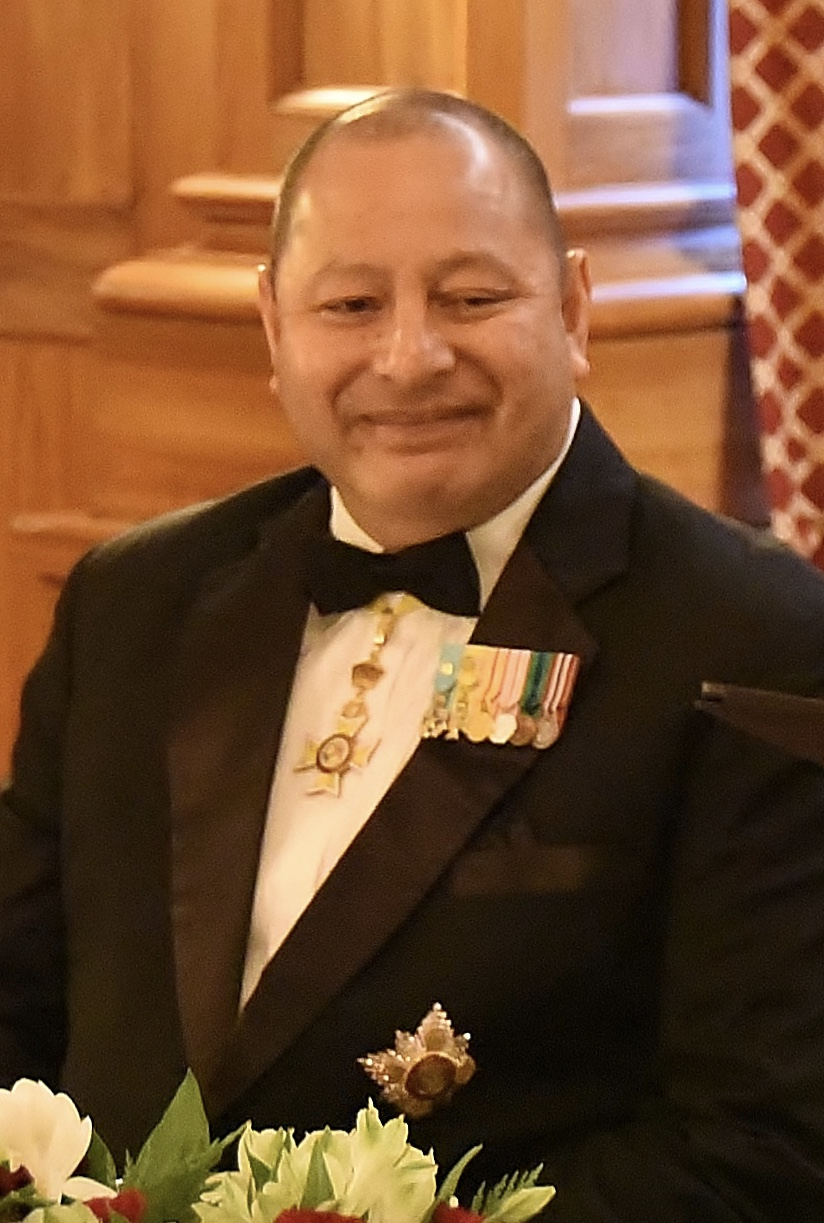
König von Tonga Tupou VI.
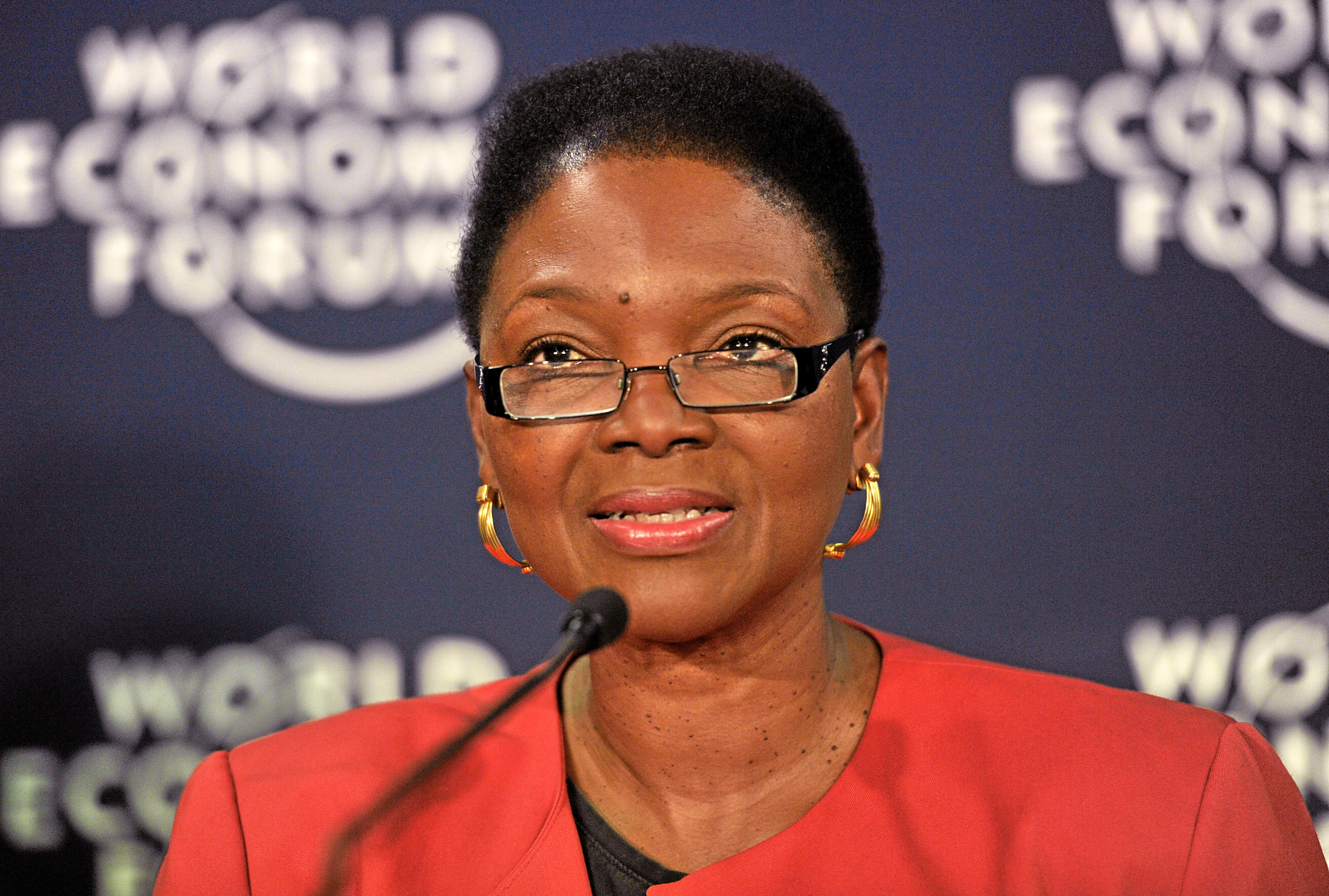
Valerie Ann Amos, Baroness Amos
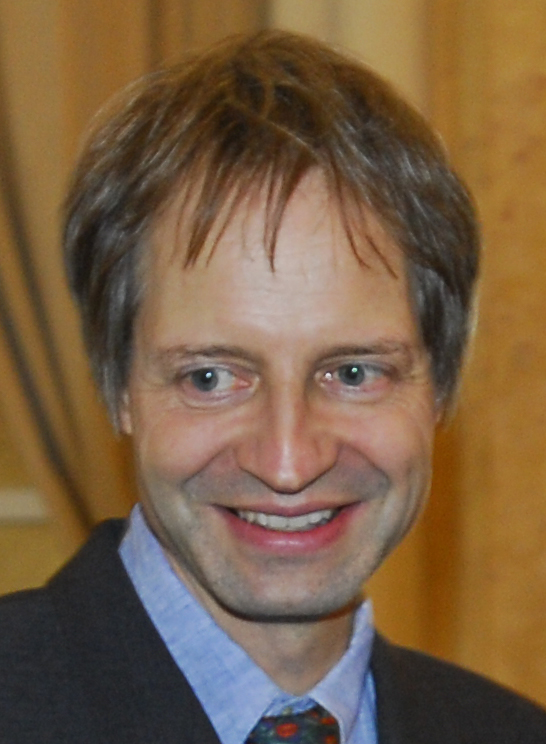
Andreas Dorschel
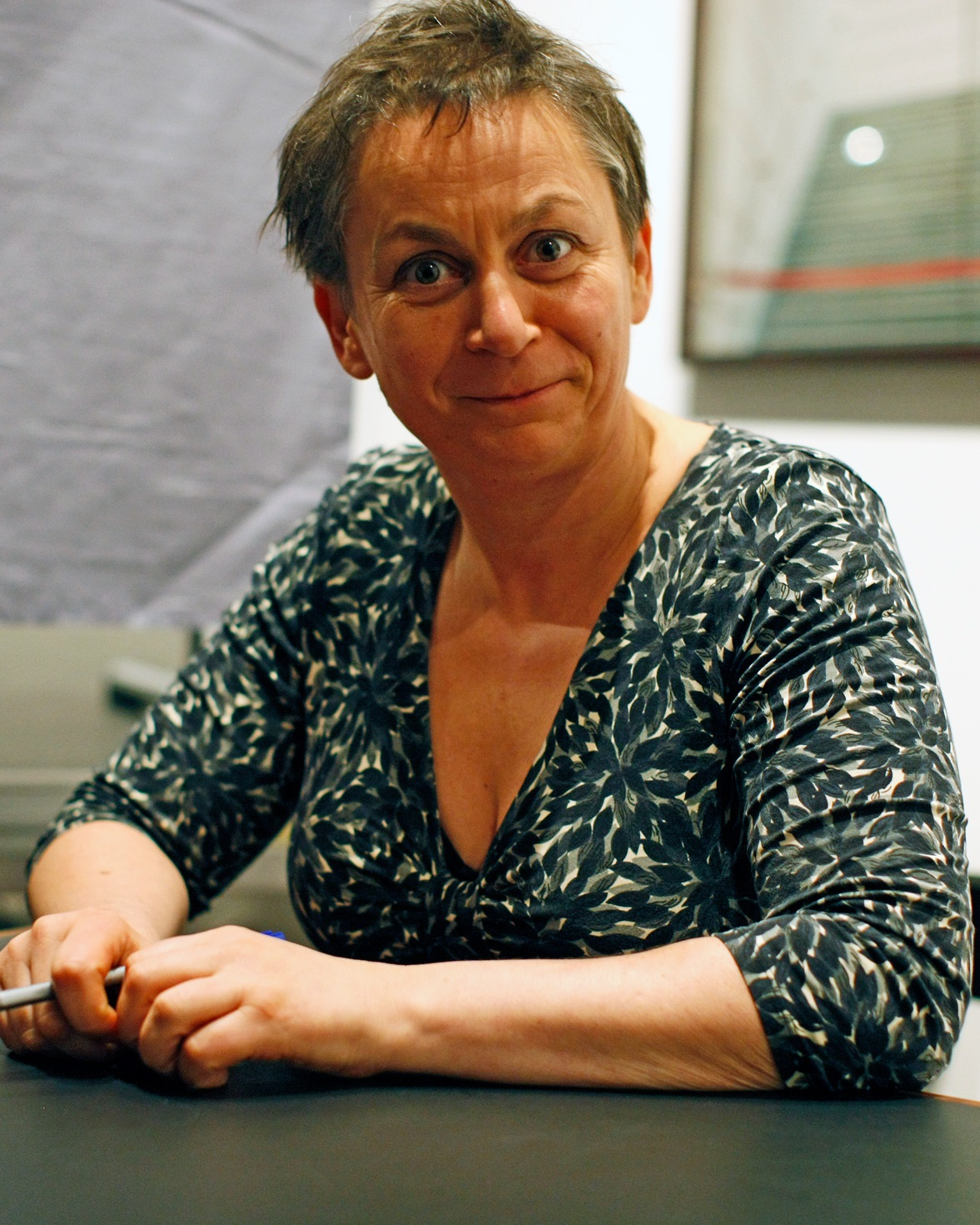
Anne Enright
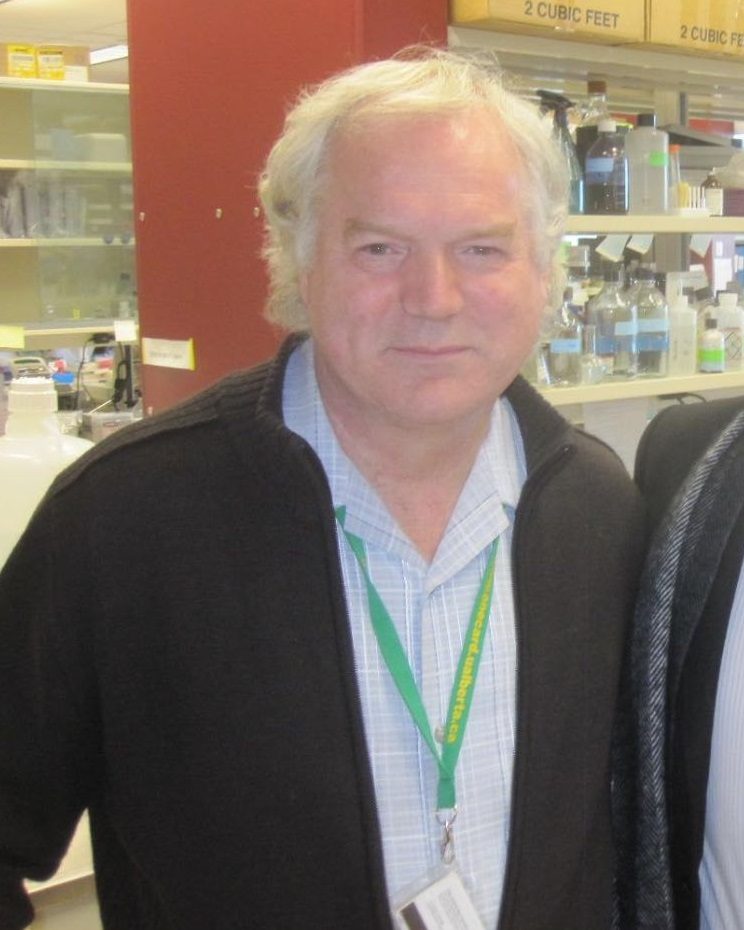
Sir Michael Houghton
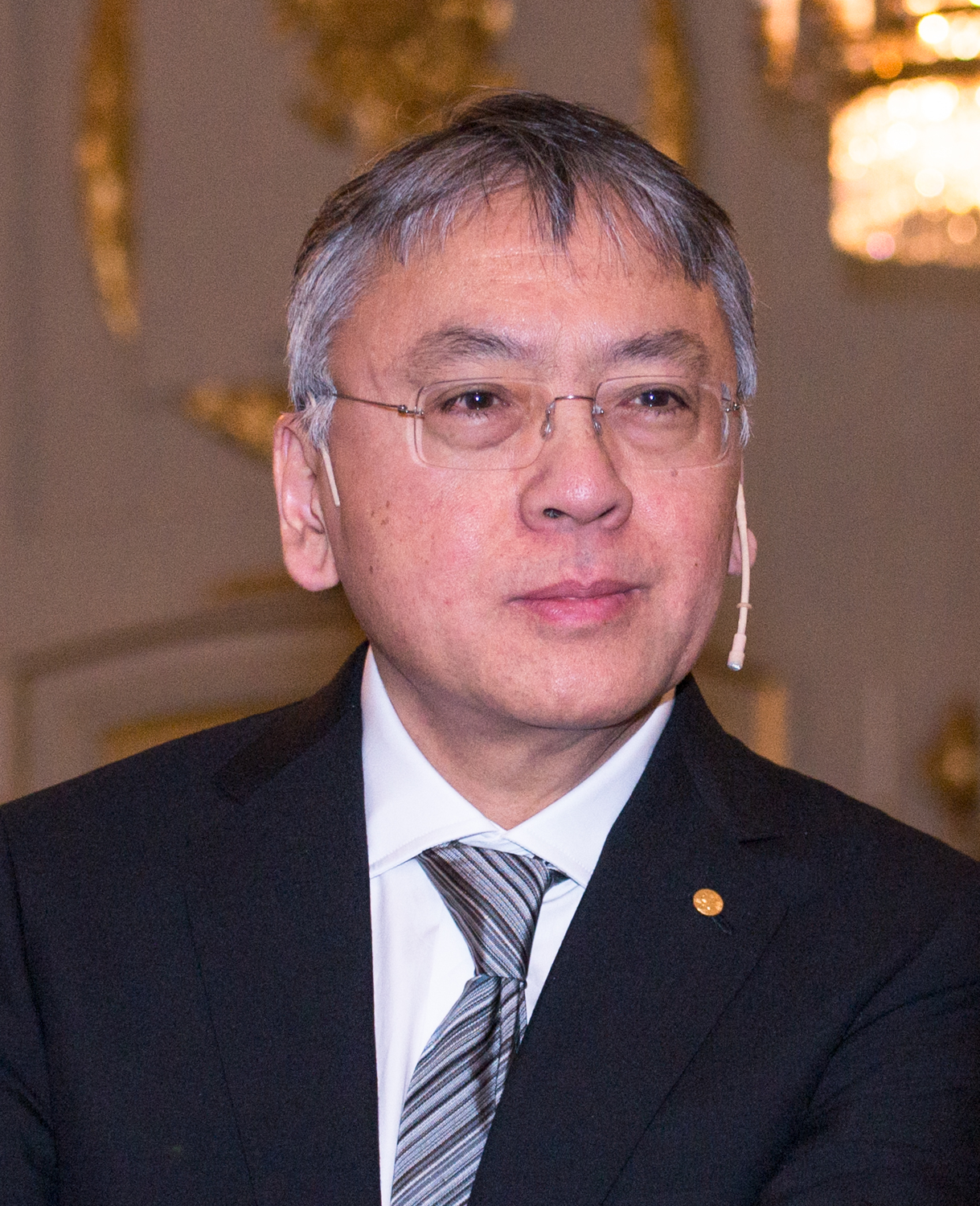
Sir Kazuo Ishiguro
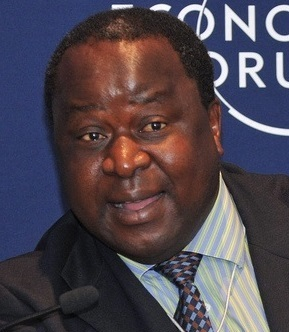
Tito Mboweni
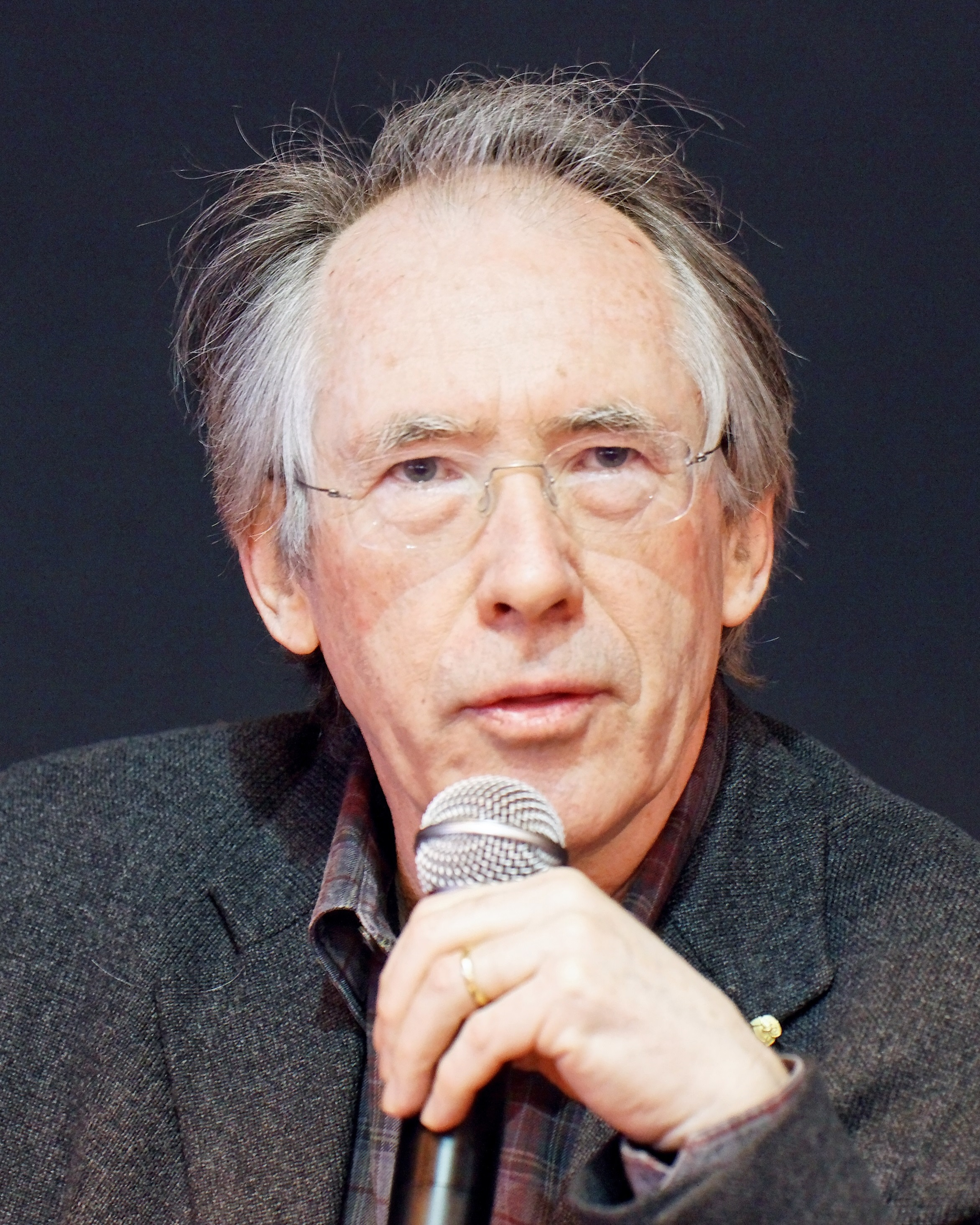
Ian McEwan
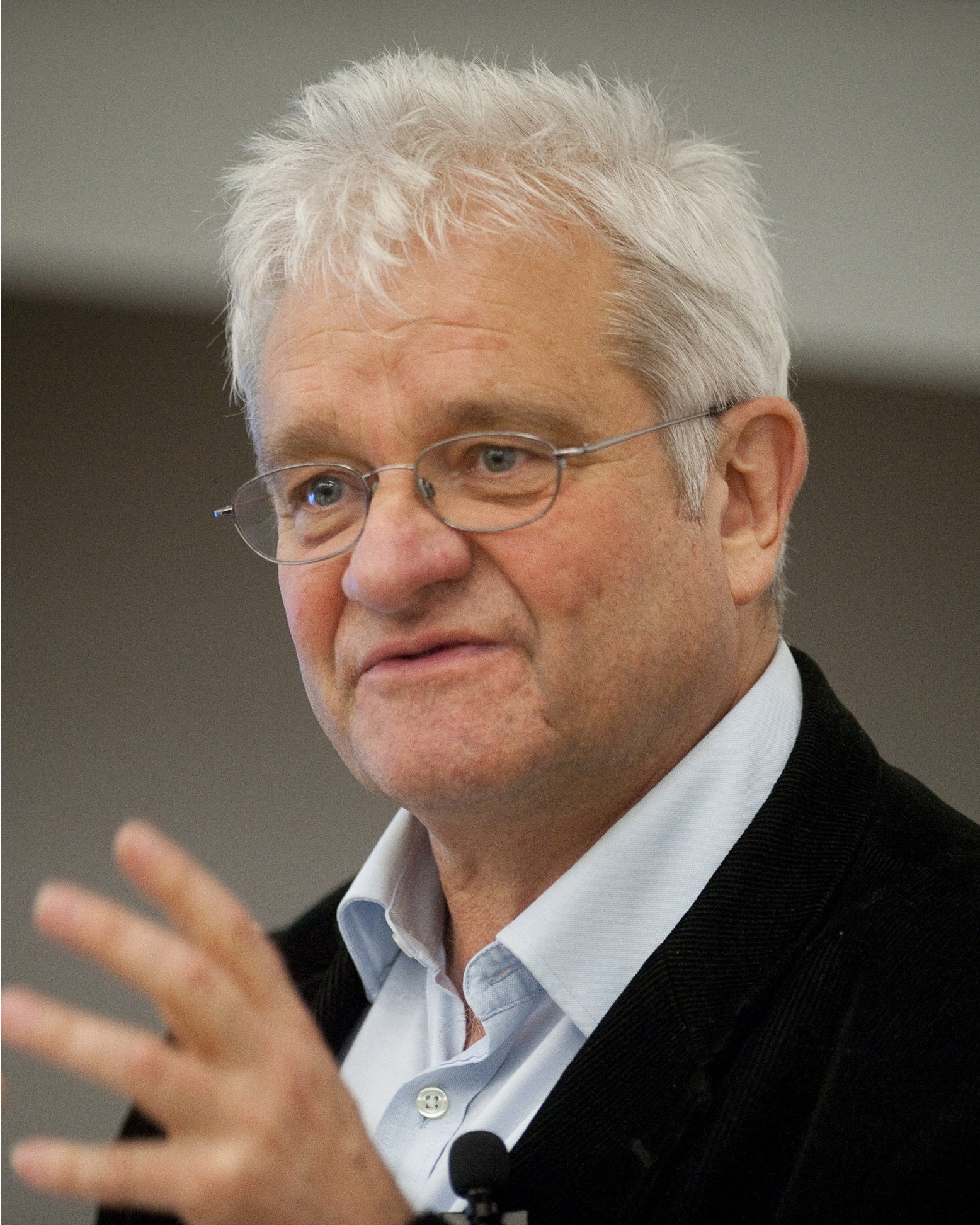
Sir Paul Nurse
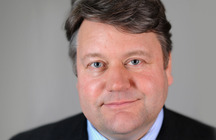
Thomas Galbraith, 2. Baron Strathclyde